# Dolní Řasnice

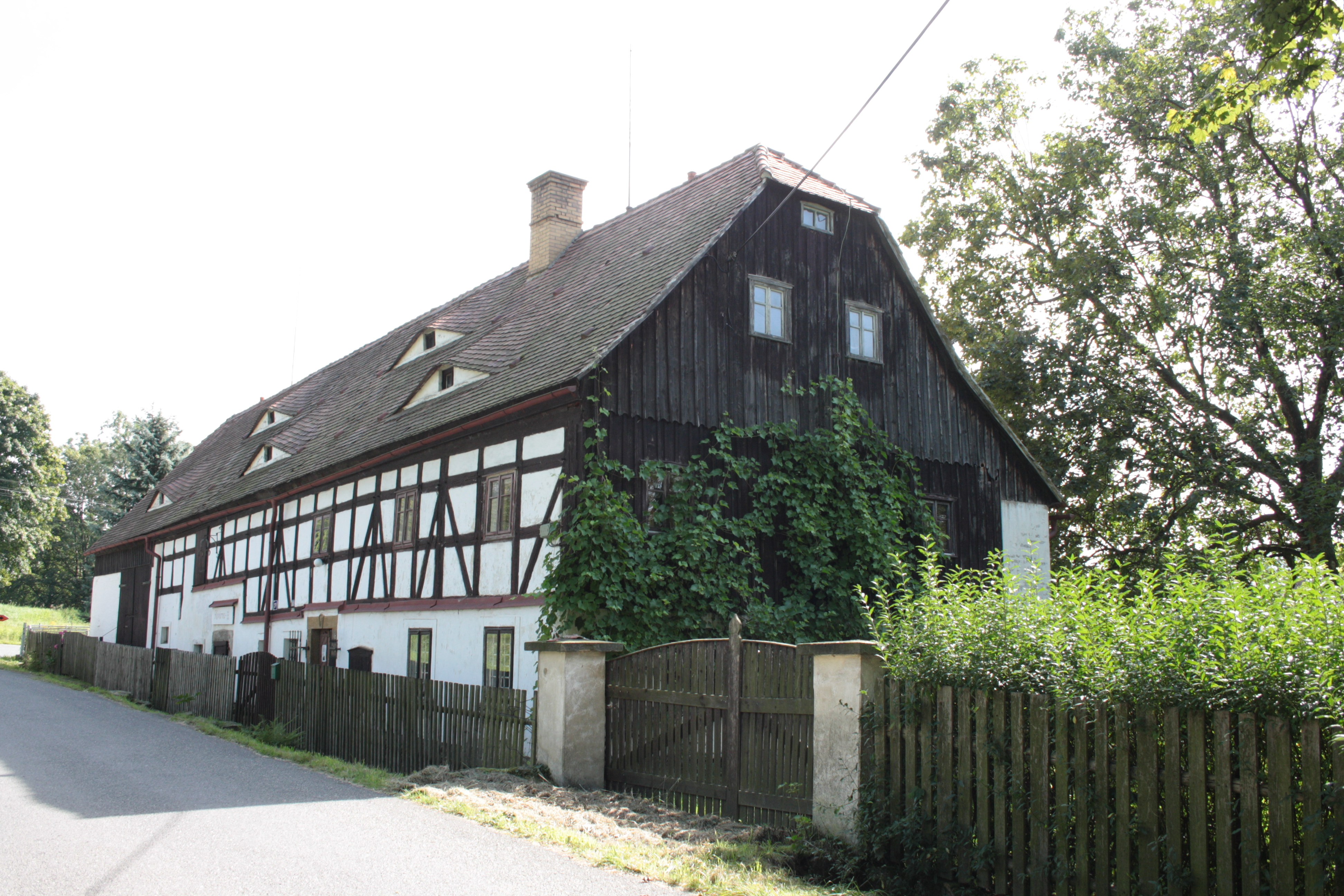
Andreas-Stelzig-Schmiede

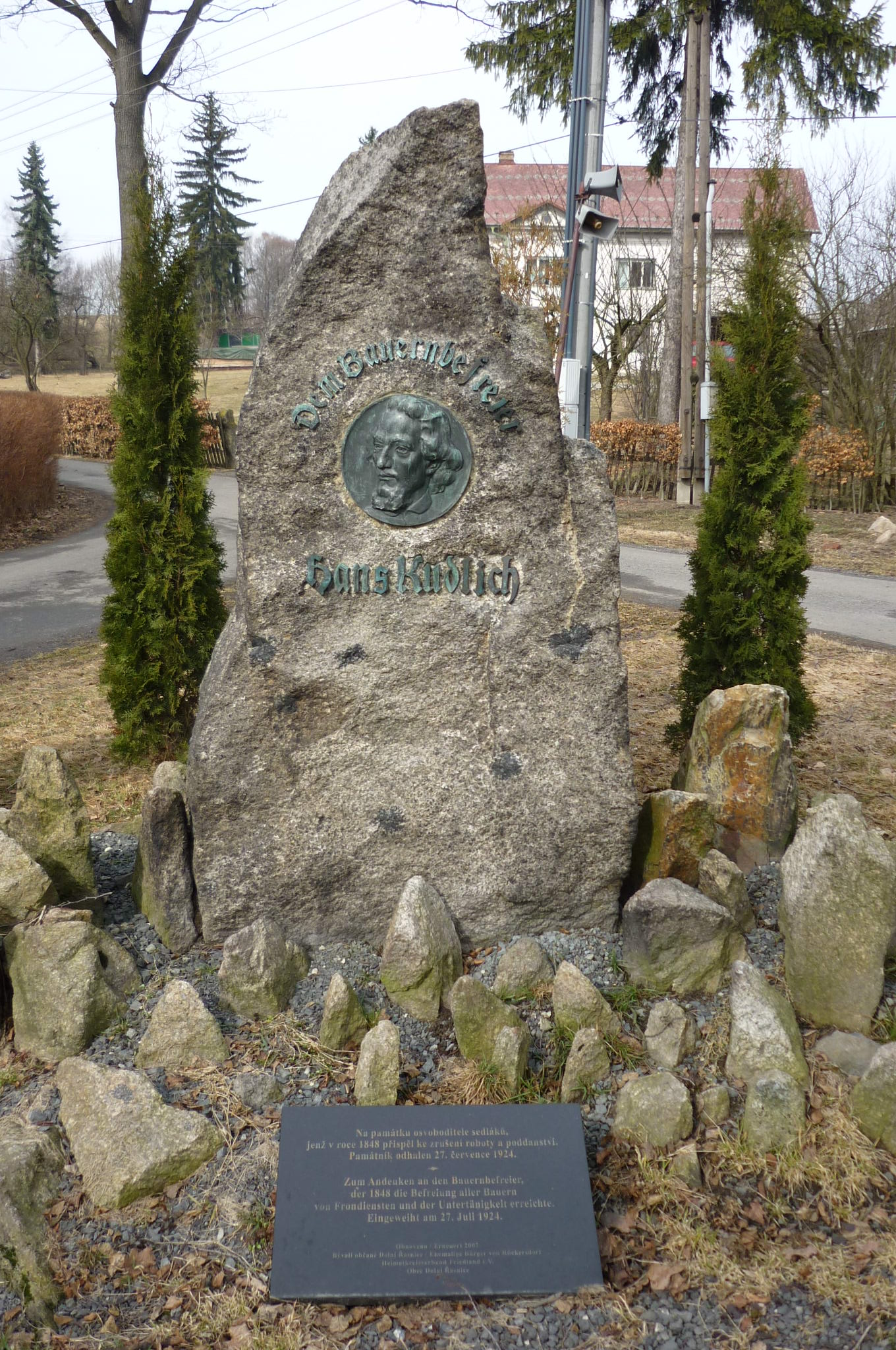
Kudlich-Stein

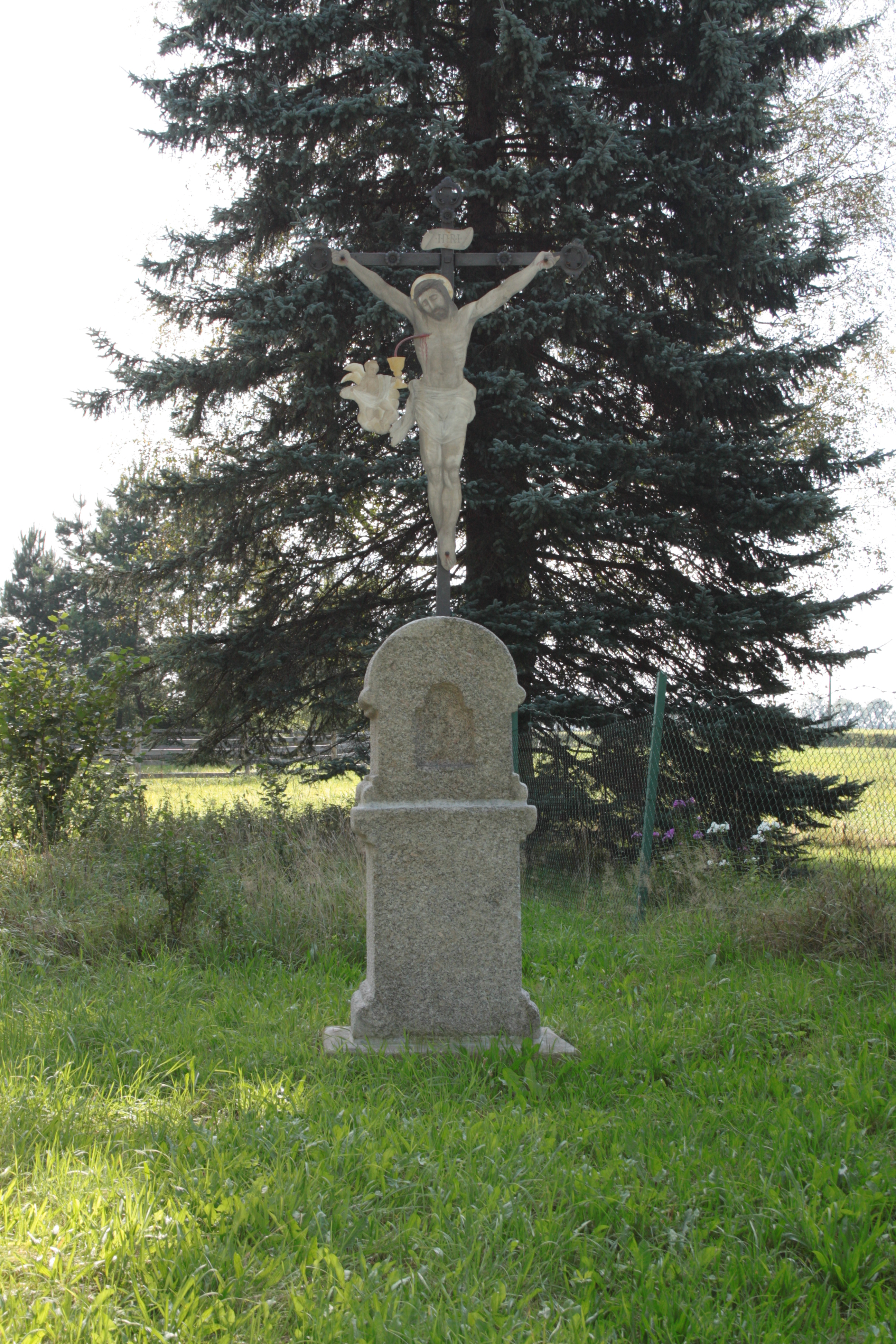
Kruzifix

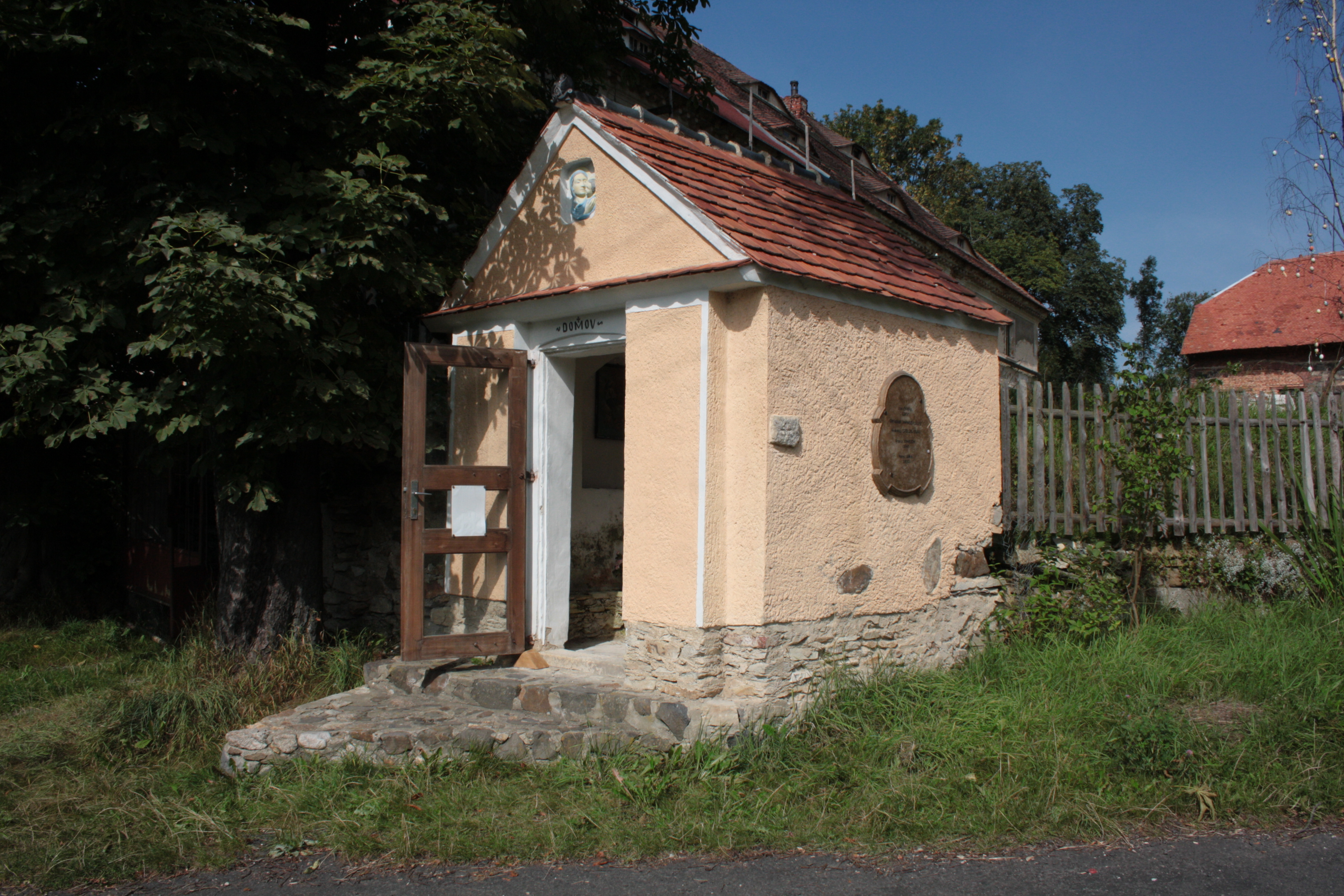
Kapelle

Dolní Řasnice, bis 1949 Rückersdorf ist eine Gemeinde in Tschechien. Sie liegt sechs Kilometer nordöstlich von Frýdlant im Isergebirgsvorland (Frýdlantská pahorkatina) und gehört zum Okres Liberec.

## Geographie
Das Waldhufendorf Dolní Řasnice erstreckt sich zwischen Krásný Les und Horní Řasnice im Tal des Baches Řasnice (Rasnitz); es bildet zusammen mit diesen Dörfern ein geschlossenes Siedlungsgebiet. Nördlich erhebt sich der Řasný (Damerich, 433 m), im Nordosten die Vyhlídka (Humrich, 511 m) und der Lípovec (427 m), östlich der Hřebenáč (Kohlhübel, 566 m), im Süden der Chlum (Hoher Hain, 495 m) und der Hadí kopec (379 m), westlich der U Rozhledny (Resselberg, 399 m) sowie im Nordwesten der Mokrý vrch (420 m). Am südlichen Ortsrand verläuft die Bahnstrecke Frýdlant v Čechách–Jindřichovice pod Smrkem.
Nachbarorte sind Bulovka, Dolní Oldřiš und Grabiszyce Górne im Norden, Horní Řasnice und Jindřichovice pod Smrkem im Nordosten, Dětřichovec, Na Hranici, Gierałtówek (Neu Gersdorf) und Pobiedna im Osten, Podlesí, Nové Město pod Smrkem, Cihelny, Hajniště und Ludvíkov pod Smrkem im Südosten, Peklo, V Lukách, Lužec, Luh und Raspenava im Süden, Hág, Frýdlant und Krásný Les im Südwesten, Na Lišce, Údolí, Víska und Minkovice im Westen sowie Arnoltice im Nordwesten.

## Geschichte
Die erste Erwähnung des aus ca. 40 Häusern bestehenden Dorfes Rückersdorf erfolgte 1381 im Urbar der Herrschaft Friedland. Besitzer waren zu dieser Zeit die Biebersteiner. Durch Rückersdorf führte die Handelsstraße von Friedland nach Marklissa. Am 21. März 1431 verwüsteten Hussiten unter Jan Čapek ze Sán das Dorf. 1551 starb mit Christoph von Bieberstein der Friedländer Zweig des Geschlechts aus und die Herrschaft gelangte durch Heimfall an die Krone Böhmen zurück. Zu dieser Zeit wurden die Herren von Ressel mit dem Gut Rückersdorf belehnt. 1558 erwarb der kaiserliche Rat Friedrich von Redern die Herrschaft Friedland. In der Folgezeit war die Familie von Knebel mit dem unter Friedländer Herrschaft stehenden Gut belehnt.
Nach der Schlacht am Weißen Berg wurden die Besitzungen des Christoph von Redern konfisziert und an Albrecht von Waldstein übergeben. Nach dessen Ermordung 1634 erhielt Matthias von Gallas die Herrschaft. Nach Ende des Dreißigjährigen Krieges begannen die Grafen von Gallas mit der Rekatholisierung ihrer Untertanen. Sie belehnten das Geschlecht Max von Maxen mit dem Lehngut Rückersdorf. Im Jahre 1651 lebten in den etwa 100 Häusern von Rückersdorf 353 Personen. Im Zuge der Gegenreformation verließ danach ein Großteil der Einwohner das Dorf und ging in die benachbarte Oberlausitz ins Exil. In der berní rula von 1654 sind für Rückersdorf nur noch 30 Gehöfte als bewirtschaftet aufgeführt, im Ort lebten 66 erwachsene Katholiken. Der Rückersdorfer Schmied Andreas Stelzig war zwischen 1679 und 1681 einer der Führer der Aufstände der Leibeigenen in der Herrschaft Friedland gegen die drückenden Lasten. Im 19. Jahrhundert wuchs Rückersdorf zu einem der dichtest besiedelten Dörfer der Herrschaft an.
Im Jahre 1832 bestand Rückersdorf aus 211 Häusern mit 1096 deutschsprachigen Einwohnern. Im Ort gab es drei Mahlmühlen und eine Brettsäge. Pfarrort war Schönwald. Bis zur Mitte des 19. Jahrhunderts blieb Rückersdorf der Allodialherrschaft Friedland untertänig.
Nach der Aufhebung der Patrimonialherrschaften bildete Rückersdorf ab 1850 mit den Ortsteilen Hegewald (Hajniště), Wiesenhäuser (V Lukách) und Ziegelhütten (Cihelny) eine politische Gemeinde im Bunzlauer Kreis und Gerichtsbezirk Friedland. 1864 gründete Josef Ressel eine Halbwoll- und Baumwollfabrik. Ab 1868 gehörte die Gemeinde zum Bezirk Friedland. 1876 entstand eine dreiklassige Dorfschule. Im Jahre 1887 wurde ein Postamt eingerichtet. Hegewald und die Wiesenhäuser lösten sich 1895 los und bildeten eine eigene Gemeinde. Die Resselsche Fabrik hatte zu Beginn des 20. Jahrhunderts etwa 400 Beschäftigte; sie war zugleich der einzige Industriebetrieb in Rückersdorf, ansonsten blieb das Dorf bäuerlich geprägt. Am 2. August 1902 nahm die Friedländer Bezirksbahn die Lokalbahnstrecke von Friedland nach Heinersdorf in Betrieb. 1930 lebten in Rückersdorf 1216 Menschen. Nach dem Münchner Abkommen wurde der Ort 1938 dem Deutschen Reich zugeschlagen und gehörte bis 1945 zum Landkreis Friedland. 1939 hatte die Gemeinde 1139 Einwohner. Nach dem Zweiten Weltkrieg erfolgte die Vertreibung des größten Teils der deutschen Bevölkerung. Die Textilfabrik wurde verstaatlicht und ihre Gebäude zunächst vom Unternehmen Severochema Liberec, später als landwirtschaftlicher Speicher genutzt. Im Jahr 1949 erhielt die Gemeinde den neuen Namen Dolní Řasnice. Im Zuge der Aufhebung des Okres Frýdlant wurde Dolní Řasnice zu Beginn des Jahres 1961 dem Okres Liberec zugeordnet. 1980 wurde Dolní Řasnice zusammen mit Krásný Les und Horní Řasnice zu einer Gemeinde Řasnice zusammengelegt, die sich 1990 wieder auflöste.

## Persönlichkeiten
- Andreas Stelzig, Dorfschmied und Kämpfer für die Rechte der Leibeigenen
- Anton Franz Ressel (1873–1933), Lehrer und Heimatforscher

## Sehenswürdigkeiten
- Andreas-Stelzig-Schmiede (Stelzigova kovárna), sie ist seit 1680 nachweislich
- Gedenkstein für Hans Kudlich, er wurde am 7. Juli 1924 enthüllt. Auf Initiative des Heimatkreisverbandes Friedland und des Kunsthistorikers Jan Strnad aus Jablonec nad Nisou wurde der Gedenkstein in den 2000er Jahren wiederhergestellt und am 30. Juni 2007 geweiht.[6]
- Kapelle
- Kruzifix
- Gezimmerte Häuser